# Bílovec
Bílovec (německy Wagstadt) je město, které se nachází ve Slezsku, v okrese Nový Jičín v Moravskoslezském kraji. Západní část města se nachází v přírodním parku Oderské vrchy. Žije zde přibližně 7 400 obyvatel. Území města není souvislé, šest jeho částí tvoří jeden celek a část Výškovice exklávu.
Navzdory poškození na konci druhé světové války se historické jádro města stalo městskou památkovou zónou.
Do roku 1960 byl Bílovec okresním městem, roku 2003 se stal obcí s rozšířenou působností. Správní obvod ORP Bílovec zahrnuje 2 města (Bílovec a Studénku) a 11 obcí (Albrechtičky, Bílov, Bítov, Bravantice, Jistebník, Kujavy, Pustějov, Slatinu, Těškovice, Tísek a Velké Albrechtice). Město Bílovec je také sídlem mikroregionu Bílovecko. V rámci cestovního ruchu lze Bílovec zařadit do regionu Kravařsko. Nachází se zde také Děkanát Bílovec, jež je částí ostravsko-opavské diecéze a zahrnuje 24 farností v okolí.
Z geomorfologického hlediska se město Bílovec nachází na přelomu dvou geomorfologických provincií. Jedná se o provincie Západní Karpaty (celek: Moravská brána, podcelek: Oderská brána) a Českou vysočinu (celek: Nízký Jeseník, podcelek: Vítkovská vrchovina resp. její část Těškovická pahorkatina).
Katastrem města protékají vodní toky Bílovka, Bravinský potok, Jablůňka a Jamník.

## Název
České jméno Bílovec vzniklo buď odvozením od osobního jména Bil (varianty od Běl či Biel) a pak znamenalo "Bilův majetek" nebo od přídavného jména bělový, což byl přívlastek nějakého vodního toku protékajícího bahnem (praslovansky bělь - "bahno"), a v tom případě by bylo jméno vodního toku přeneseno na osadu na ní (u ní) ležící. Německé jméno Wagstadt ("Vokovo město") bylo dáno podle majitele Voka z Kravař.

## Historie

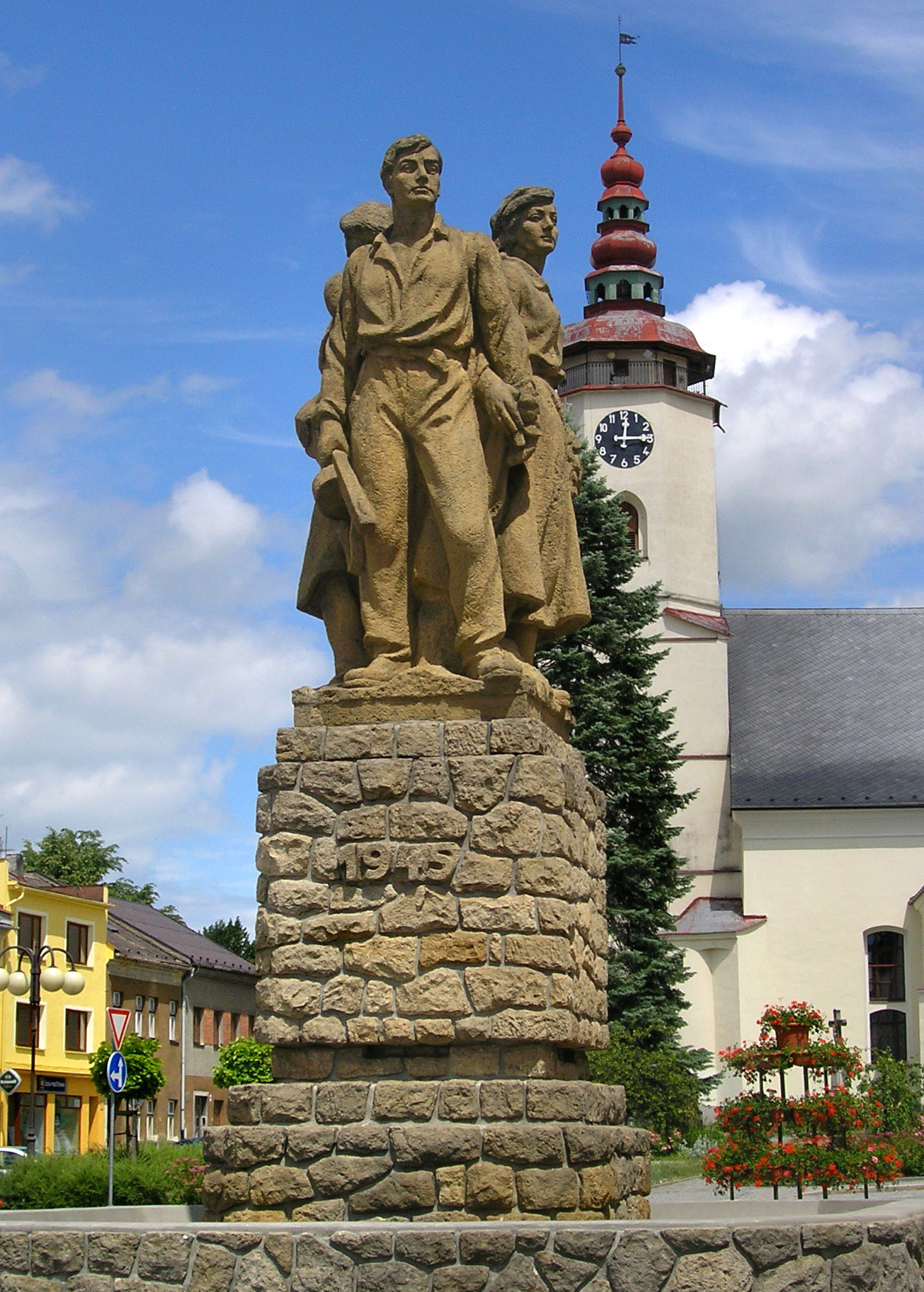
Památník osvobození před kostelem sv. Mikuláše

První písemná zmínka o obci pochází z roku 1324, kdy je vlastnil Vok I. z Kravař. Z rodového erbu je odvozen městský znak v podobě stříbrné zavinuté střely na červeném štítu. V roce 1383 Bílovec dostal právo předkupu zboží na panství a právo odúmrti od Beneše z Kravař. Město vlastnili do roku 1434 páni z Kravař, poté páni ze Šternberka do roku 1441, opavská knížata do roku 1447, k nejvýznamnějším patřili páni z Fulštejna, kteří na přelomu 15. a 16. století zbudovali první zámek a vlastnili panství do roku 1542.
V letech 1576–1595 majitel panství Bernard Pražma z Bílkova vybudoval větší čtyřkřídlý renesanční zámek se dvěma nárožními bastiony. Pražmové z Bílkova byli protestanti a zapojili se do stavovského povstání, vlastnili panství a město do roku 1623. Roku 1645 město vypálili Švédové. Roku 1648 získali panství Sedlničtí z Choltic, vlastnili je nepřetržitě až do konce feudalismu v roce 1848. Roku 1729 město zachvátil další požár, který postihl i zámek (původně na katastru Velkých Albrechtic) a stal se podnětem k jeho barokní přestavbě, při níž bylo připojeno dvouramenné schodiště a vybudován park ve francouzském stylu. Zámek a zbytkový velkostatek Sedlničtí vlastnili až do roku 1945.
Od 16. století se ve městě rozvíjelo soukenictví. Po roce 1840 ve městě vznikla Hirtova soukenická továrna. V roce 1828 založil vídeňský podnikatel Mathias Salcher továrnu na výrobu knoflíků, roku 1856 rozšířenou pod značkou Massag na drobnou kovovýrobu, která je v současnosti specializovaná na manipulační vozíky a kontejnery. Roku 1924 došlo k výrazné změně hranice Bílovce, když k němu byla na jednu stranu připojena značná část katastru Velkých Albrechtic včetně zámku, na druhou stranu však Bílovec přišel, ve prospěch sousední obce Tísek, o značnou část svého k. ú. Bílovec-Horní Předměstí Při osvobozování města Rudou armádou roku 1945 byl zámek opět vypálen a zničeno vnitřní zařízení. V letech 1953–1970 byl objekt obnoven pro sklad léčiv n.p. Zdravotnické zásobování.

## Obecní správa a politika
V letech 2010–2014 byl starostou Petr Klimek, od roku 2014-2018 byl starostou Mgr. Pavel Mrva. V letech 2018-2022 byla starostkou PhDr. Renata Mikolašová. Nově zvoleným starostou od roku 2022 do roku 2026 je Martin Holub, místostarostkou je Ing. arch. Tereza Grabcová Hozová.

## Infrastruktura a doprava
- Bílovec leží na silnici 2. třídy č. 647 vedoucí z Oder přes Bílovec do Klimkovic a dále do Ostravy. Rychlé spojení Bílovce s Ostravou i vzdálenějšími místy zabezpečuje dálnice D1 (sjezdy Butovice 335. km nebo Bravantice 342. km).
- Dále do Bílovce vede 7,4 km dlouhá neelektrizovaná jednokolejná železniční trať ze Studénky čísla 279 (provoz byl zahájen v roce 1890). Na podzim 2009 byla v Bílovci dokončena rekonstrukce nádražní budovy; k roku 2020 zde jezdila linka S31.
- Dostupnost letecké dopravy je umožněna 18 km vzdáleným mezinárodním Letištěm Leoše Janáčka Ostrava.
- V okolí je velmi rozvinutá autobusová doprava, u železniční stanice je autobusový terminál, ze kterého jezdí většina autobusů ve městě.

## Památky a zajímavá místa
- Renesanční zámek ze 16. století, v letech 1736–1740 přestavěný na barokní (stavitel Georg Friedrich Gans)
  - v zámecké kapli: trojice náhrobků Sedlnitzkých a Wagnerů, rodiny majitele zámku – přeneseny z městského hřbitova
- Renesanční budova radnice (roku 1593 ji postavil Andreas Buzowsky)
- Kostel sv. Mikuláše s vyhlídkovou věží, s rokokovým oltářním obrazem sv. Mikuláše a sv. Jana Nepomuckého (namaloval zdejší rodák Felix Ivo Leicher) a s vyhlídkovým ochozem ve výšce 31 m (je přístupný)
- Budova městského muzea (z 2. poloviny 18. století)[12]
- Kaple sv. Barbory – původně gotická z roku 1422 při městském špitálu, dvakrát přestavěná, nyní obřadní síň[13]
- Kaple sv. Panny Marie Pomocné s legendární studnou; při rozcestí do Tísku
- Socha sv. Jana Nepomuckého – barokní, u kostela sv. Mikuláše (z 80. let 18. století)
- Socha Panny Marie u kostela sv. Mikuláše (z poloviny 19. století)
- Památník osvobození Rudou armádou: sousoší s kašnou – na Slezském náměstí (z roku 1952)
- Dřevěný větrný mlýn – Bravinné-Dolní Nový Dvůr
- Křížová cesta v Bílovci – vedoucí po staré cestě z Bílovce do Bílova
- Naučná stezka Hubleska – vedoucí z Bílovce přes les Hubleska do Bílova.

## Muzea
- Muzeum v Bílovci – sídlí v barokní budově bývalého úřednického domu ze 3. čtvrtiny 18. století rekonstruovaného roku 2014. Expozice muzea dokumentuje dějiny města Bílovce, zámek a správu bíloveckého panství. Přibližuje cechovní řemesla a roli textilní výroby, která byla už od středověku pro město velmi významná. Ve sbírce muzea jsou zastoupeny také exponáty, které zachycují výrobu bývalé továrny Salcher, která od roku 1856 působila uváděla na trh knoflíky z ořechových skořápek a později i další textilní galanterii, po rozšíření výroby na lyžařské vázání se proslavila pod obchodní značkou Massag.

## Části města
- Bílovec (k. ú. Bílovec-město, Bílovec-Dolní Předměstí, Bílovec-Horní Předměstí, Labuť u Bílovce a Radotín u Bílovce)
- Bravinné (k. ú.  Bravinné)
- Lhotka (k. ú. Lubojaty)
- Lubojaty (k. ú. Lubojaty)
- Ohrada (k. ú. Stará Ves u Bílovce)
- Stará Ves (k. ú. Stará Ves u Bílovce)
- Výškovice (k. ú. Výškovice u Slatiny, tvoří exklávu města, od zbytku města ji odděluje bývalá část Slatina)

Součástí města Bílovec byly i tyto dnes již samostatné obce Bílov (1976–1993), Bítov (1979–1995), Bravantice (1979–1998), Slatina (1979–1990) a Velké Albrechtice (1976–1990).

## Obyvatelstvo
Počátkem roku 2012 zde žilo 7 558 obyvatel, v roce 2006 jich bylo 7 663.

Věková struktura obyvatel obce Bílovec roku 2011
Rodinný stav obyvatel obce Bílovec roku 2011
Vzdělání obyvatel obce Bílovec roku 2011

## Osobnosti narozené v Bílovci

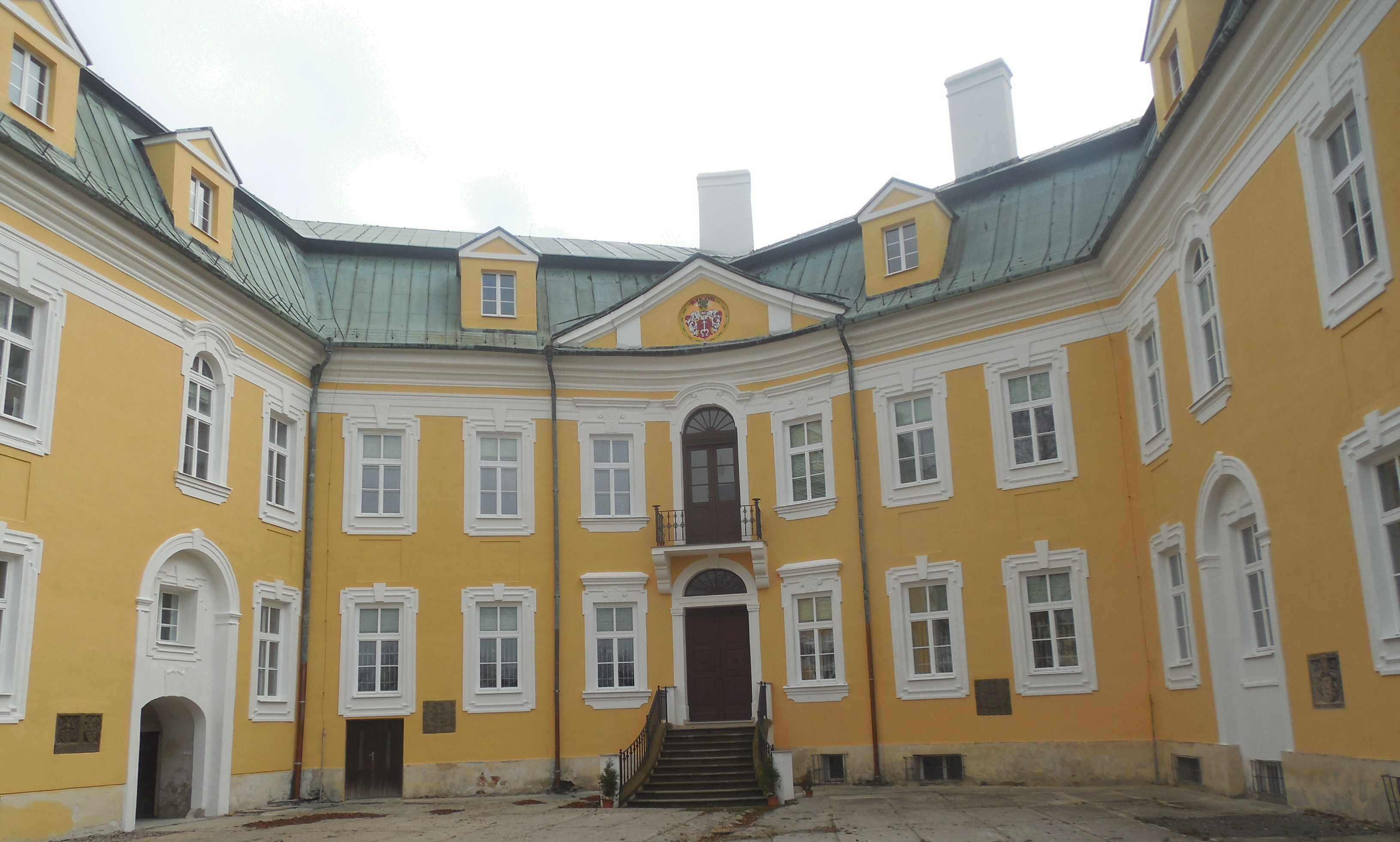
Zámecké nádvoří po rekonstrukci

### Umění a kultura

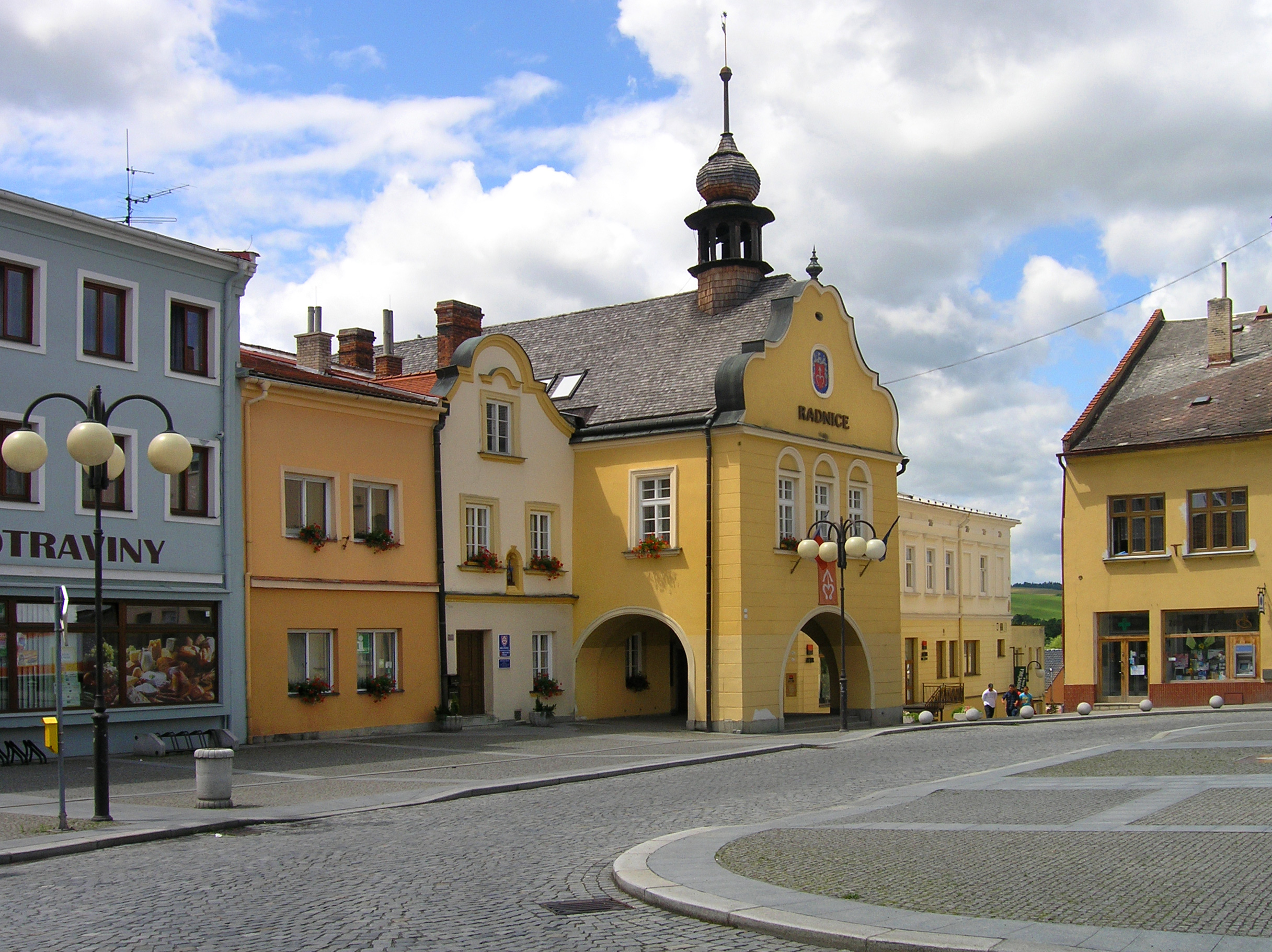
Budova radnice

- Jan Ignác Cimbal (1722–1795), malíř a rytec pozdního baroka
- Felix Ivo Leicher (1727–1812), malíř pozdního baroka
- Jan Bayer (1757–1830), básník, hudebník, zpěvák a sběratel lidových písní
- Jan Horváth Döme (1959–2020), spisovatel, básník, pedagog
- Leo Kalda (1880–1956), architekt působící v Chorvatsku
- Karel Raimund Kristinus (1843–1904), hudebník a skladatel, sběratel lidových písní
- Emil Přikryl (* 1945), architekt
- Richard Trampler (1845–1907), historik, pedagog
- Hana Ulmanová (* 1967), amerikanistka, překladatelka z angličtiny a vysokoškolská pedagožka.
- Otto Urban (1938–1996), historik
- Ivo Pavlík (1933–2018), hudebník

### Sport
- Lukáš Hejda (* 1990), fotbalový obránce
- Milan Holáň, účastník Rallye Dakar, šéftechnik a šéfkonstruktér týmu Bonver Dakar Project
- Miloš Holaň (* 1971), bývalý hokejista, hokejový trenér[15]
- Josef Kulhavý (* 1985), motokrosový závodník[16]
- Petra Kvitová (* 1990), tenistka
- Rostislav Olesz (* 1985), hokejista
- Adam Pavlásek (* 1994), tenista
- Květa Peschkeová (* 1975), tenistka
- Nikol Sajdová (* 1988), volejbalistka
- Jan Stehlík (* 1986), basketbalista
- Martin Tomášek (* 1978), hokejista[17]

### Další
- Pavel Hrnčíř (* 1961), poslanec,[18][19] člen Kolegia NKÚ[20]
- Hugo Schmidt (1844–1907), činitel II. internacionály[21]
- Jiří Schwarz (* 1960), ekonom a prezident Liberálního institutu

## Partnerská města
- Bad Neustadt an der Saale, Německo
- Kietrz, Polsko
- Lipany, Slovensko

## Další fotografie

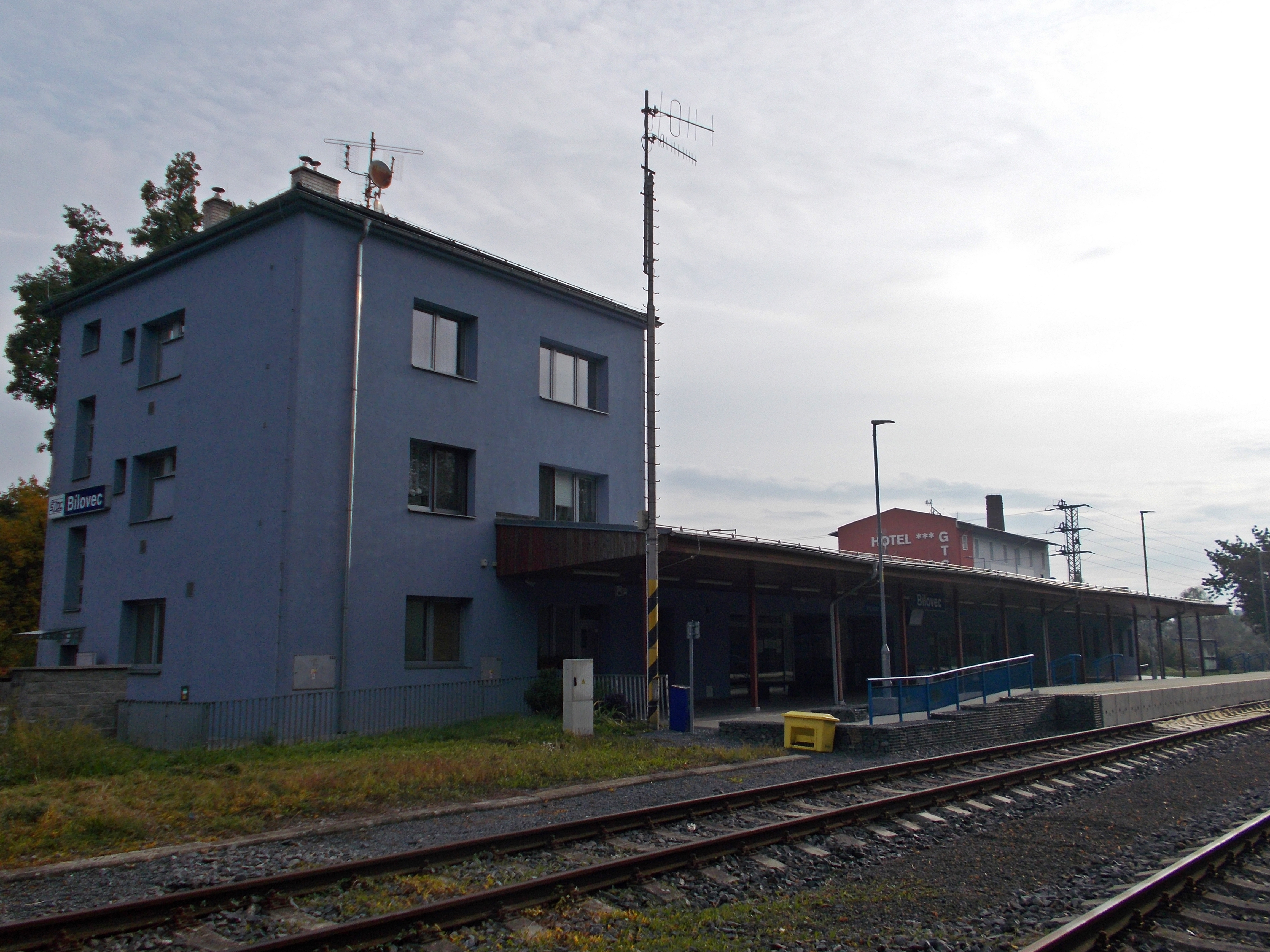
Nádraží
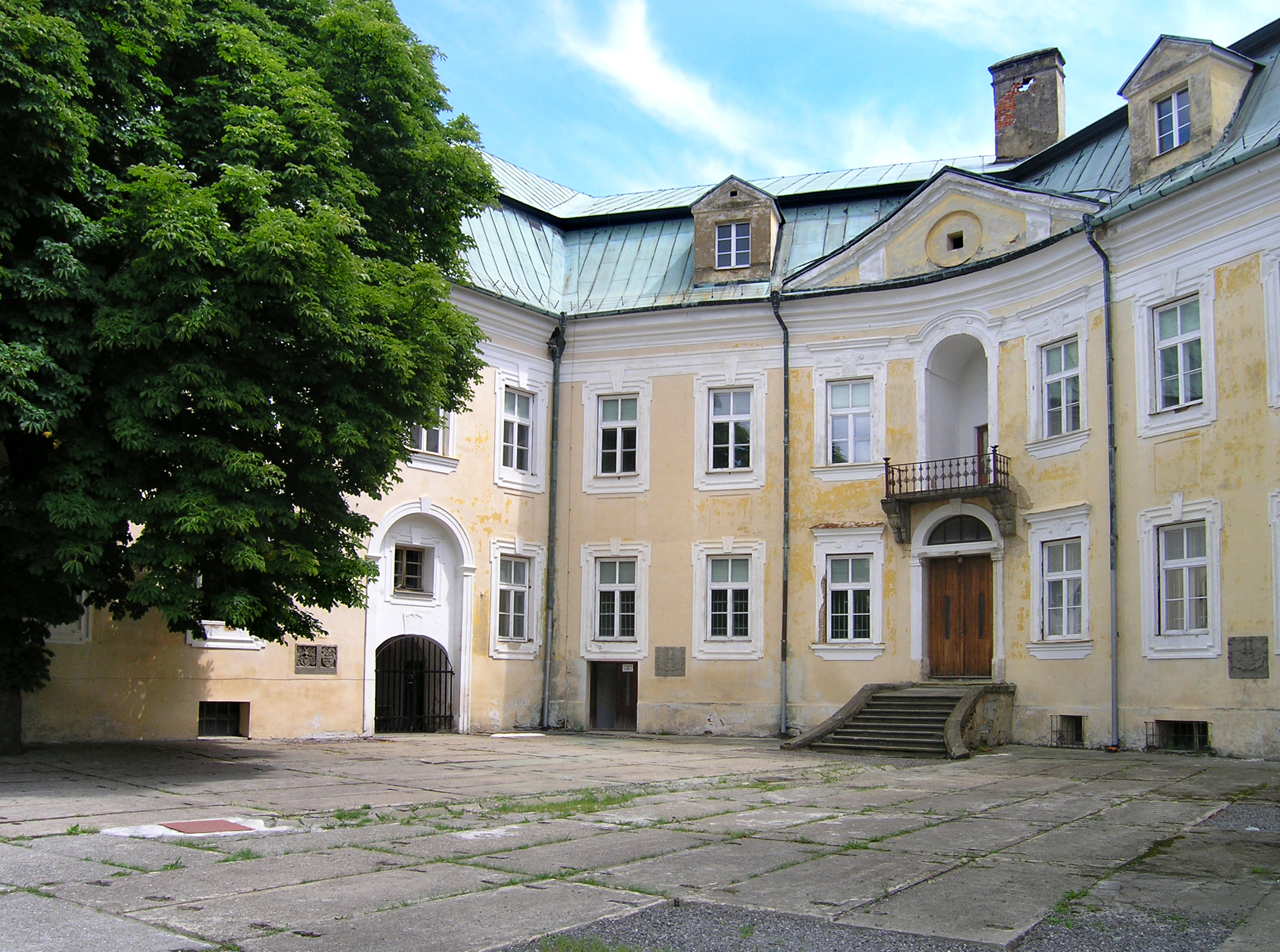
Budova místního zámku
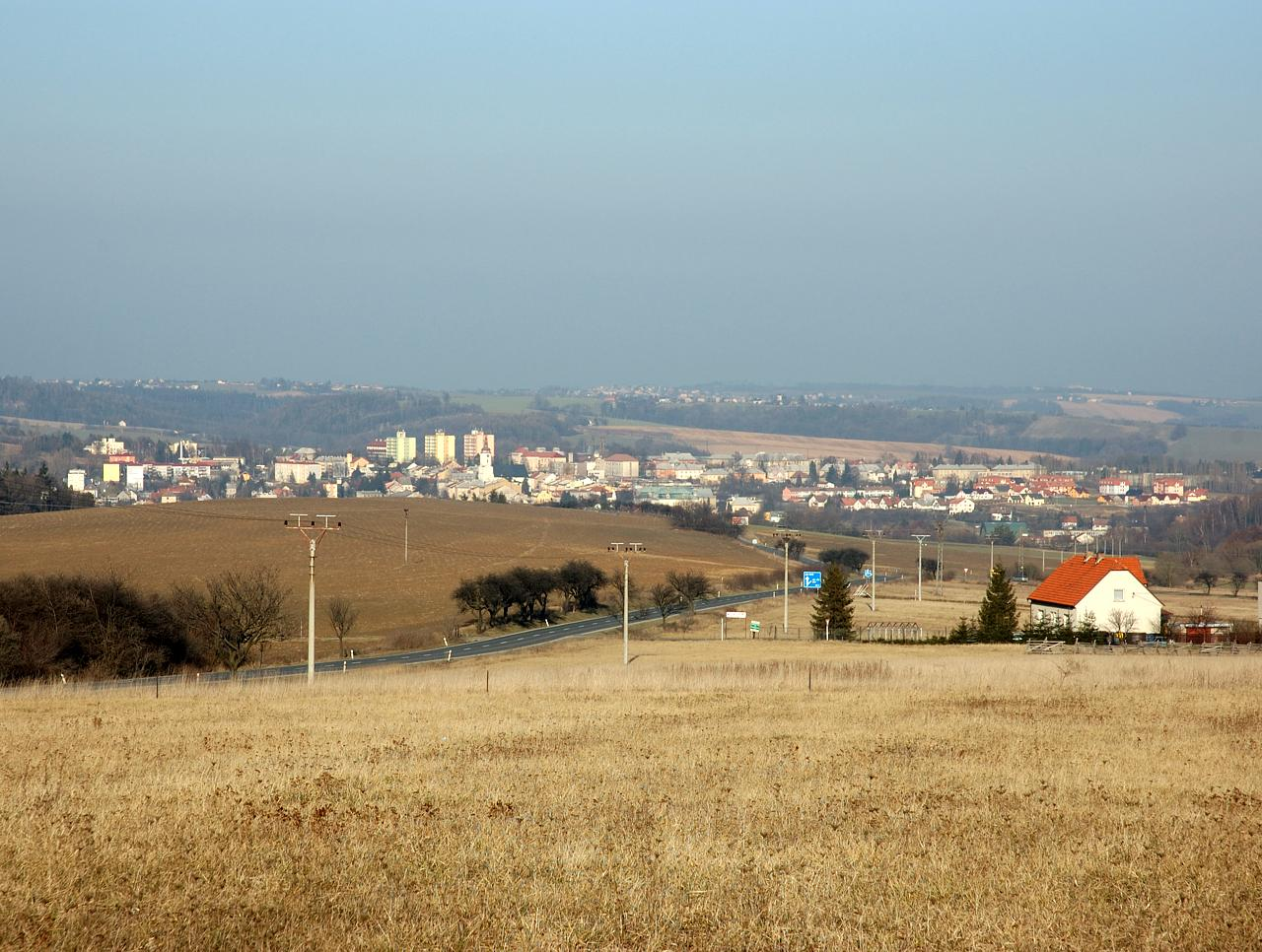
Celkový pohled
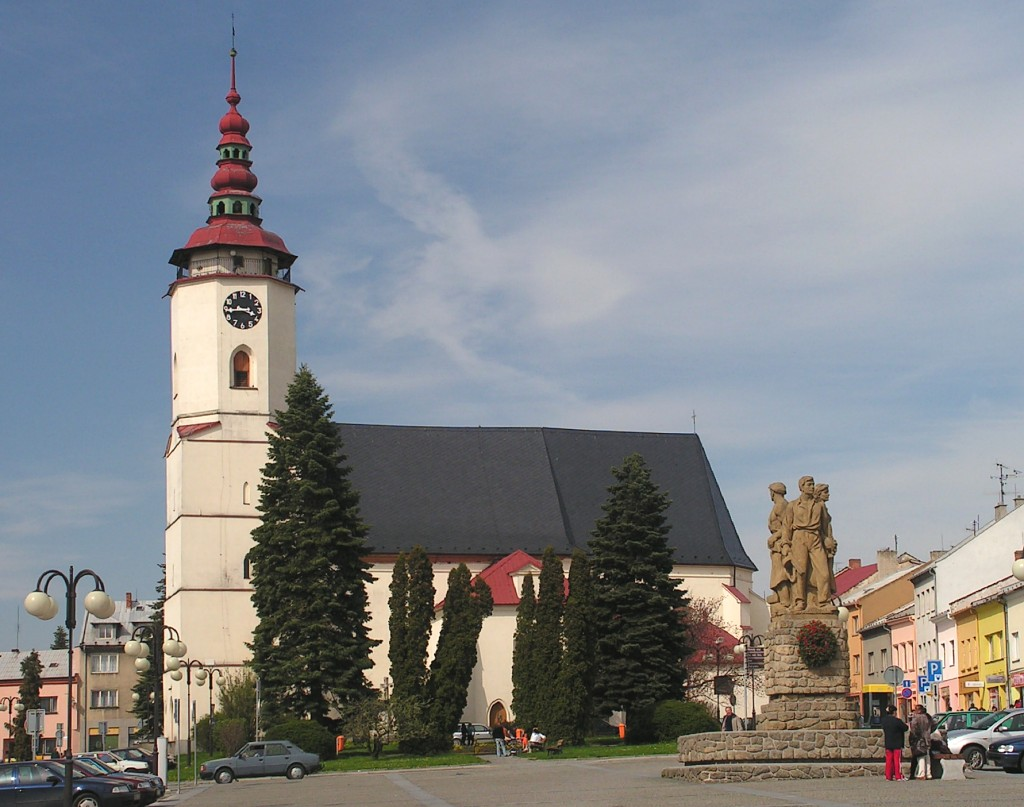
Kostel sv. Mikuláše
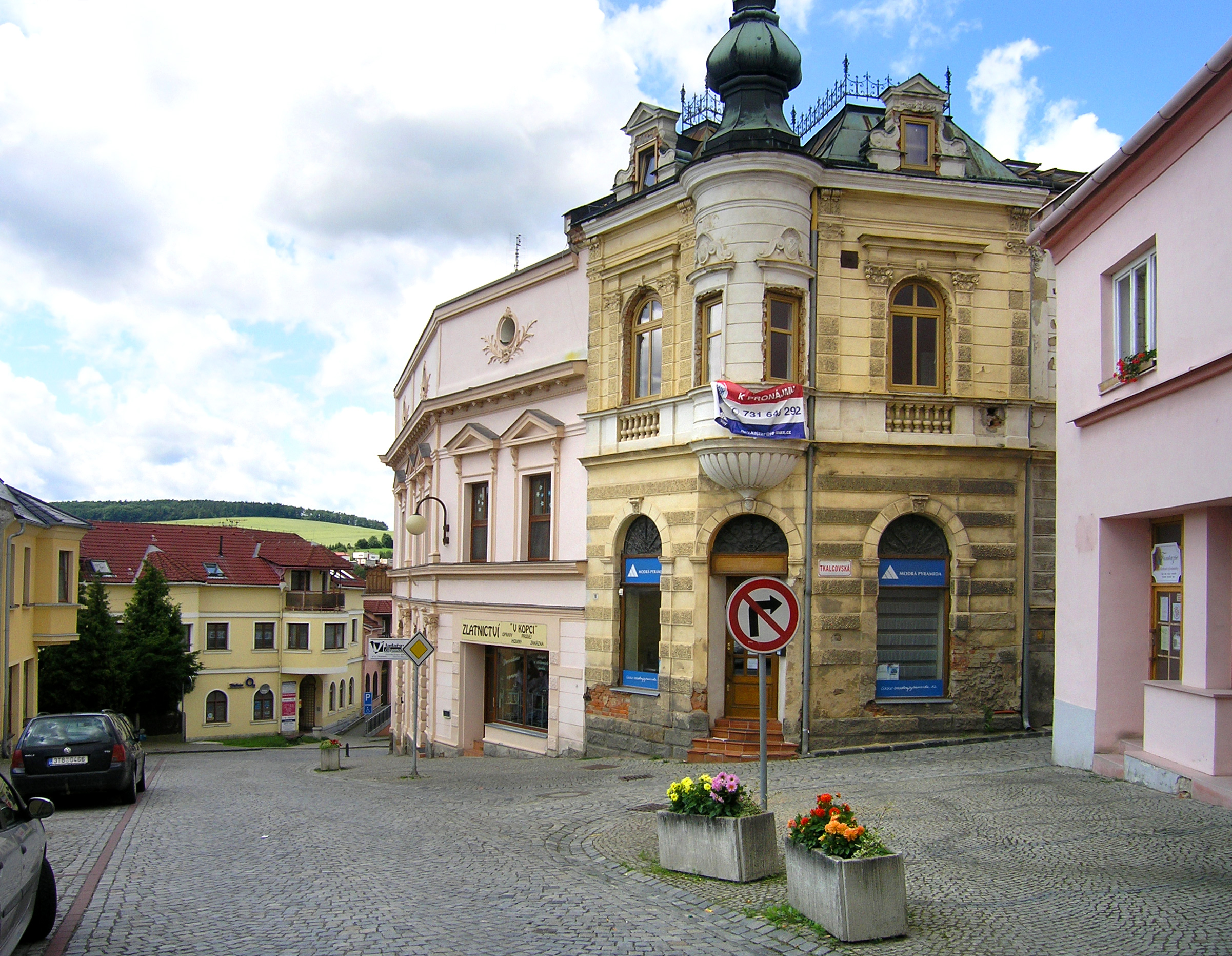
Domy v ulici Městský kopec